# Guatteria maypurensis
Guatteria maypurensis är en kirimojaväxtart som beskrevs av Carl Sigismund Kunth. Guatteria maypurensis ingår i släktet Guatteria och familjen kirimojaväxter. Inga underarter finns listade i Catalogue of Life.